# Tourisme dans la Vienne
 (novembre 2007).
Le département de la Vienne est un département rural, ne possédant ni d'accès à la mer, ni de montagne. C'est pourtant, avec 4,5 millions de visiteurs en 2010 le deuxième département touristique rural derrière la Dordogne. Selon les chiffres 2019, le tourisme représente près de 8% du PIB du département. Cet attrait touristique est dû à la diversification de l'offre proposée, entre les parcs de loisirs (Futuroscope), animaliers (Vallée des Singes, Géants du Ciel…), et le prestigieux patrimoine historique (Poitiers, Saint-Savin, Angles-sur-l'Anglin…).
Principaux lieux d'intérêt touristique dans le département de la Vienne :
- Poitiers, capitale de l'art roman : centre-ville médiéval ayant conservé de nombreuses traces de son passé, parmi lesquelles le joyau de l'art roman Notre-Dame-la-Grande, ou encore le baptistère Saint-Jean, plus ancien monument chrétien d'Occident.
- Chauvigny, cité médiévale aux cinq châteaux : cité ayant conservé cinq châteaux dont le château des évêques abritant actuellement le spectacle de fauconnerie "Les Géants du ciel" mais également l'ancienne collégiale Saint-Pierre abritant quant à elle des chapiteaux peints exceptionnels datant de l'époque romane. À découvrir aussi, le vélorail de Chauvigny permettant un détour entre passerelles et viaducs et offrant un point de vue sur la cité médiévale.
- Angles-sur-l'Anglin, village classé "Plus beau village de France" : village abritant le savoir-faire des "jours d'Angles", broderie typique du village. Situé aux confins du Poitou, de la Touraine et du Berry, le village est dans une situation de carrefour, c'est pour cette raison qu'a été construit la forteresse d'Angles-sur-l'Anglin. À découvrir également la "tranchée des Anglais", escaliers menant à un point de vue sur l'Anglin au bord de la chapelle du village mais également le Roc aux sorciers renfermant des sculptures pariétales datant de 15 000 ans.
- Châtellerault : Ville industrielle, Châtellerault a su conserver de magnifiques éléments de son architecture, comme le célèbre pont Henri-IV enjambant la Vienne, ainsi que son musée de l'automobile installé dans la 'Manu'.
- Loudun : la cité de Renaudot, Urbain Grandier, a vu se dérouler de grands évènements de l'histoire. Cette ville possède un patrimoine prestigieux mis en valeur au fil des années. À découvrir la Tour Carrée, vestige de l'ancien château médiéval, ou encore les églises Saint-Pierre et Sainte-Croix, ainsi que de nombreux hôtels particuliers.
- Montmorillon : cette cité du sud-Vienne possède un très riche patrimoine au sein de son centre médiéval, magnifiquement bien mis en valeur depuis la création de la Cité du Livre et de l'Écrit en 2000.

## Monuments historiques
Liste non exhaustive des monuments de la Vienne
Châteaux :
- Château d'Angles-sur-l'Anglin
- Château baronnial de Chauvigny
- Château d'Harcourt de Chauvigny
- Donjon de Gouzon de Chauvigny
- Palais des Comtes de Poitou-Ducs d'Aquitaine de Poitiers
- Tour carrée de Loudun
- Château de Dissay
- Château de Touffou à Bonnes
- Château des Ormes
- Château de Gencay
- Château d'Avanton
- Château Couvert à Jaunay-Clan
- Château de Ternay
- Château de Chambonneau
- Château de Marconnay à Sanxay
- Château de La Mothe-Chandeniers

Églises et abbayes :
- Abbaye de Charroux
- Église Saint-Pierre les Églises Chauvigny
- Collégiale Saint-Pierre de Chauvigny
- Église Notre-Dame de Chauvigny
- Abbaye de Saint-Savin sur Gartempe
- Église Saint-Sulpice de Oyré
- Église Notre-Dame de Morthemer
- Église Saint-Nicolas de Civray
- Église Saint-Maurice la Clouère
- Église Saint-Hilaire de Loudun
- Église Saint-Pierre de Loudun
- Église Saint-Jean-Baptiste de Jazeneuil
- Église Notre-Dame-et-Saint-Junien de Lusignan
- Abbaye de Nouaillé-Maupertuis
- Abbaye de Fontaine le Comte
- Abbaye de Ligugé
- Église Notre-Dame-la-Grande de Poitiers
- Église Saint-Hilaire de Poitiers

Autres édifices :
- Collégiale et châteaux de Chauvigny
- Abbaye de Saint-Savin-sur-Gartempe
- Sanctuaire gallo-roman de Sanxay
- Prieuré de Villesalem

## Parcs à thème
- Le Futuroscope, sur le territoire des communes de Chasseneuil-du-Poitou et de Jaunay-Clan, au nord de l'agglomération de Poitiers.
- Le Vieux Cormenier à Champniers.
- Le Parc de la Belle à Magné.

## Parcs animaliers
- La Vallée des singes, à Romagne
- Aquarium de Loudun, à Loudun
- Les Géants du ciel, à Chauvigny
- Terre de dragons à Civaux.

## Capacité hôtelière
Le nombre d’hôtels dans le département de la Vienne est de 85 en 2013.

## Loisirs
- Le village de vacances Center Parcs, sur le territoire des communes des Trois-Moutiers et de Morton.
- Station thermale et casino de La Roche-Posay
- Saut à l'élastique à L'Isle-Jourdain
- Sports de pleine nature (VTT, escalade, canoë-kayak…) au CPA Lathus à Lathus-Saint-Rémy
- Baignade, activités nautiques sur le Lac de Saint-Cyr à Saint-Cyr
- Baignade, activités nautiques sur le lac de Moncontour
- Balade dans la forêt de Moulière
- Festival du Jeu en Poitou (Vienne), tous les ans au mois de mai.
- Golf :
  - parcours 9 et 18 trous à Saint-Cyr
  - parcours 9 trous au golf des Châlons (université de Poitiers)

## Les résidences secondaires
Selon le recensement général de la population du 1er janvier 2008, 5,5 % des logements disponibles dans le département étaient des résidences secondaires. Elles étaient au nombre de 13 600 au 1er janvier 2011. Leur nombre s'est accru de 0,3 % par an en moyenne de 2009 à 2011 (+ 0,7 % pour la région et la France durant la même période).
Ce tableau indique les principales communes de la Vienne dont les résidences secondaires et occasionnelles dépassent 10 % des logements totaux.